# Valentin Pleschiutschnig
Valentin Pleschiutschnig (auch: Pleschiutznig) (* 2. Februar 1852 in St. Nikolai (Gemeinde Ruden); † 9. November 1940 in Untermitterndorf) war ein österreichischer Realitätenbesitzer und Politiker.

## Leben
Pleschiutschnig war der Sohn des Landwirts Paul Pleschiutschnig (1813–1864) und dessen Ehefrau Theresia geborene Hribernig. Er war römisch-katholisch und heiratete am 27. Februar 1878 Maria Anna Winkler (* 9. Juli 1857; † 10. Oktober 1910). Aus der Ehe gingen mindestens zwei Söhne und drei Töchter hervor.
Er lebte als Landwirt und Grundbesitzer und war Gemeinderat, Vizebürgermeister und Bürgermeister der Gemeinde Ruden. Daneben war er Gründungsmitglied des Vereins „Südmark“, Obmann des Deutschen Schulvereins und ab 1912 Mitglied des Landeskulturrates.
Vom 16. April 1903 bis zum 2. Februar 1909 war er Abgeordneter im Kärntner Landtag. Im Landtag war er Mitglied des Bauausschusses und gehörte dem Klub DVP an.